# Diferenciació floral
La diferenciació floral és un procés fisiològic de les plantes pel qual el meristem dels brots apicals canvia la seva anatomia per generar flor o inflorescències en lloc de nusos botànics amb fulles. Els canvis anatòmics comencen en el límit del meristem, generant primer els verticilis exteriors de la flor - el sèpal i la corol·la, i més tard l'androeci i el ginoeci.
La diferenciació floral pot tenir lloc des de només uns pocs dies (en plantes anuals) fins a de 4 a 11 mesos en fruits comestibles.
En el cas de l'olivera la diferenciació té lloc a finals de febrer i la florida al maig.
Aquest procés és precedit per la inducció floral.